# Wilhelm Ludwig von Sydow
Wilhelm Ludwig von Sydow (* 25. Februar 1748 in Stolzenfelde bei Bad Schönfließ in der Neumark; † 17. Juli 1826 auf dem Gut Thamm bei Glogau) war ein preußischer Beamter und Politiker.

## Leben

### Familie
Wilhelm Ludwig von Sydow entstammte der Uradelsfamilie Sydow und war der älteste Sohn von Friedrich Ludwig von Sydow (* 27. Juli 1721 in Bielefeld; † 21. Juni 1793 in Stolzenfelde) und dessen Ehefrau Dorothea Sabine (* 10. Dezember 1724; † 23. März 1760), die Tochter von Bernd Wilhelm von Waldow (1678–1737). Der spätere Landschaftsdirektor Friedrich Ludwig von Sydow (* 14. September 1749 in Stolzenfelde; † 10. April 1820 auf dem Rittergut Schmarse im Landkreis Züllichau-Schwiebus) war sein jüngerer Bruder. Ein weiterer Bruder war Ernst Ludwig von Sydow (1756–1835). Als seine Großmutter Johanna Franziska von Sydow, die Witwe eines Majors, 1771 in Schmarse verstarb, erbte er ein größeres Vermögen.
Am 17. Juni 1780 heiratete Wilhelm Ludwig von Sydow Friederike Sofie Wilhelmine (* 26. Juli 1760 in Eichberg; † 25. Februar 1821 auf dem Gut Thamm), die Tochter von Friedrich Wilhelm Heymeran Waltmann von Grunfeld und Ottendorf (1726–1779); gemeinsam hatten sie sechs Kinder. Seine Tochter Dorothea Philippine von Sydow (1783–1841) war in zweiter Ehe mit dem Generalleutnant Georg Wilhelm von Valentini verheiratet.
Zu seinen Nachfahren gehörten der Jurist und Politiker Konrad von Sydow, der Verwaltungs- und Kirchenbeamte Günther von Sydow sowie der Kunsthistoriker Eckart von Sydow.

### Werdegang
Wilhelm Ludwig von Sydow wurde überwiegend von seinem Vater ausgebildet und kam 1763 in Pension zu einem Prediger nach Berlin, bei dem er humaniora und ritterliche Studien und Übungen betrieb.
Er immatrikulierte sich am 10. Mai 1765 an der Universität Halle und besuchte unter anderem die juristischen Vorlesungen bei Daniel Nettelbladt und weitere philosophische Vorlesungen.
1767 beendete er sein Studium, kehrte in sein Elternhaus zurück und beschäftigte sich mit der Landwirtschaft.
Nachdem er im Oktober 1770 von den Ständen des Friedebergschen Kreises zum Landrat gewählt worden war, bat er im November 1770 um die Zulassung zum Rigorosum und absolvierte dieses am 22. Dezember 1770 im Beisein des Ministers Joachim Christian von Blumenthal. Nach Bestehen der Prüfung wurde er am 26. Dezember 1770, als Nachfolger des im März 1770 abgesetzten Landrats Carl Wilhelm von Bornstedt (* 1723), offiziell zum Landrat bestellt.
Er übernahm 1775 das Gut Stolzenfelde.
Im August 1777 wechselte er, als Nachfolger des späteren Kammerpräsidenten Jacob Ludwig von Grape, seinen Landratsposten mit dem im Königsbergschen Kreis und blieb bis 1787 in diesem Amt; sein Nachfolger im Kreis Friedeberg wurde der spätere Kammerpräsident Anton Gottlieb von der Goltz (1746–1821) und im Kreis Königsberg folgte ihm der spätere Kammerpräsident Friedrich Franz von Mühlheim (1756–1795).
Von seinem Schwiegervater erwarb er 1781 die schlesischen Herrschaften Thamm und Wiesau und war dazu Erbherr auf Stolzenfelde, Vietnitz und Blessin im neumärkischen Kreis Königsberg.
Später wurde er Ritterschaftsrat und gründete als Deputierter seines Kreises und der Provinz eine Landes-Feuersozietät der Neumark, der er als Direktor vorstand; in diesem Zusammenhang hatte er unmittelbare Beziehungen zum preußischen König Friedrich II.
1793 erbte er das Gut Dobberphul im Kreis Königsberg.

## Mitgliedschaften
Wilhelm Ludwig von Sydow war Mitglied einer Freimaurerloge in Berlin.